# Haliclona curacaoensis
Haliclona curacaoensis är en svampdjursart som först beskrevs av van Soest 1980.  Haliclona curacaoensis ingår i släktet Haliclona och familjen Chalinidae. Inga underarter finns listade i Catalogue of Life.